# Веллер, Рене
Рене́ Ве́ллер (нем. René Weller; 21 ноября 1953, Пфорцхайм — 22 августа 2023) — немецкий боксёр лёгкой весовой категории. В середине 1970-х — начале 1980-х годов выступал за сборную ФРГ: участник летних Олимпийских игр в Монреале, призёр чемпионатов мира и Европы, девятикратный чемпион национального первенства, победитель многих международных турниров и матчевых встреч. В период 1981—1993 боксировал на профессиональном уровне, владел титулом чемпиона по версии ЕБС.

## Биография
Рене Веллер родился 21 ноября 1953 года в городе Пфорцхайм. Активно заниматься боксом начал в раннем детстве, при этом одновременно с тренировками подрабатывал уборщиком мусора и разносчиком газет.

### Любительская карьера
Первого серьёзного успеха на ринге добился в 1972 году, когда стал чемпионом ФРГ среди любителей — впоследствии повторил это достижение ещё восемь раз подряд (четыре раза в полулёгком весе и четыре в лёгком). В 1973 году побывал не чемпионате Европы в Белграде, но дошёл здесь только до четвертьфинала. Благодаря череде удачных выступлений удостоился права защищать честь страны на летних Олимпийских играх 1976 года в Монреале, тем не менее, выбыл из борьбы за медали уже после второго своего матча на турнире. На впервые организованном чемпионате мира в 1974 году был остановлен олимпийским чемпионом Борисом Кузнецовым.
В 1977 году Веллер завоевал бронзовую медаль на чемпионате Европы в Галле, в полуфинальном матче не смог переиграть югослава Аце Русевского. Год спустя выиграл бронзу на чемпионате мира в Белграде, на сей раз его победителем стал нигериец Дэвидсон Андех, который в итоге и получил звание чемпиона. Затем добыл серебро на домашнем европейском первенстве в Кёльне, в решающем матче проиграл советскому боксёру Виктору Демьяненко. Помимо этого побывал на Кубке мира в Нью-Йорке, но неудачно, в первом же бою уступил американцу Дэвиду Армстронгу. Рассматривался как основной кандидат на участие в Олимпийских играх 1980 года в Москве, однако Западная Германия в числе прочих капиталистических стран бойкотировала эти соревнования, и поездка на Олимпиаду не состоялась. В 1981 году Веллер боксировал на чемпионате Европы в Тампере, но здесь ему откровенно не повезло с жеребьёвкой — уже во втором бою встреча с титулованным Виктором Рыбаковым и, соответственно, поражение.

### Профессиональная карьера
После весьма успешной карьеры в любительском боксе Веллер решил попробовать себя среди профессионалов. Его профессиональный дебют состоялся уже в июне 1981 года, своего первого соперника он победил по очкам в шести раундах. В течение последующих лет провёл множество удачных поединков, завоевал титул чемпиона Германии в лёгком весе. В июне 1983 года дрался с итальянцем Лусио Кузмой за титул чемпиона по версии Европейского боксёрского союза (ЕБС), но первое их противостояние закончилось ничьей. Вскоре между ними состоялся матч-реванш, и на сей раз Веллер выглядел лучше.
Выигранный титул чемпиона Европы Рене Веллер защитил пять раз, а первое и единственное в профессиональной карьере поражение потерпел в январе 1986 года от датчанина Герта Бо Якобсена (у немецкого боксёра открылось сильное рассечение, и в восьмом раунде рефери остановил бой, засчитав технический нокаут). Несмотря на проигрыш, продолжил активно выходить на ринг, неоднократно защитил звание чемпиона Германии, а в марте 1988 года вернул себе титул чемпиона ЕБС, который к тому времени стал вакантным. Веллер продолжал боксировать без поражений вплоть до 1993 года, завершил карьеру на победной волне, хотя в последние годы его оппонентами были далеко не самые сильные бойцы. Всего в профессиональном боксе провёл 55 боёв, из них 52 окончил победой (в том числе 24 досрочно), один раз проиграл, в двух случаях была зафиксирована ничья.

### Жизнь вне бокса
После завершения спортивной карьеры Веллер вёл активную общественную жизнь, участвовал во многих телевизионных шоу, исполнял эпизодические роли в малобюджетных фильмах, участвовал в рекламных кампаниях различных коммерческих организаций. В 1999 году был арестован за сбыт наркотиков, получение краденного имущества, незаконное хранение оружия, мошенничество и приговорён к семи годам лишения свободы. За хорошее поведение был освобождён в 2003 году. После выхода из тюрьмы сильно злоупотреблял алкоголем, неоднократно становился участником скандалов и судебных разбирательств. Женат, есть сын и дочь. Начиная с 2006 года работал тренером по боксу в одном из боксёрских залов своего родного города Пфорцхайма.
Скончался 22 августа 2023 года на 70-м году жизни.